# Argyrodes zonatus
Argyrodes zonatus là một loài nhện trong họ Theridiidae.
Loài này thuộc chi Argyrodes. Argyrodes zonatus được Charles Athanase Walckenaer miêu tả năm 1842.